# Jan Lisowski (sztangista)
Jan Lisowski (ur. 23 września 1952 w Olsztynie) – polski sztangista, olimpijczyk.

## Życiorys
Startował w wadze półciężkiej (do 82,5 kg). największy sukces odniósł na Igrzyskach Olimpijskich w 1980 w Moskwie, gdzie zajął 4. miejsce z wynikiem 355 kg. Był także dwukrotnym mistrzem Polski (w 1981 i 1983).
Prowadzi biuro detektywistyczne w Olsztynie.